# Pardosa podhorskii
Pardosa podhorskii är en spindelart som först beskrevs av Kulczynski 1907.  Pardosa podhorskii ingår i släktet Pardosa och familjen vargspindlar. Inga underarter finns listade i Catalogue of Life.